# Ligne Koursk-Kharkiv-Azov
La ligne Koursk-Kharkiv-Azov  est une ligne ferroviaire ukrainienne ayant son origine près de la frontière en Russie.

## Histoire
La concession est donnée en 1856 à la Grande société des chemins de fer russes. La branche Moscou-Koursk est ouverte en 1868. En 1869, le tronçon Koursk-Kharkov-Taganrog-Rostov est approuvé. Puis en 1894, la ligne du charbon de Donetsk (Konstantinovka-Lissitchansk) est incluse dans la ligne Koursk-Kharkov-Azov et en 1896, la ligne Lozovo-Sébastopol fusionne avec la ligne et devient la ligne de chemin de fer Koursk-Kharkov-Sébastopol.

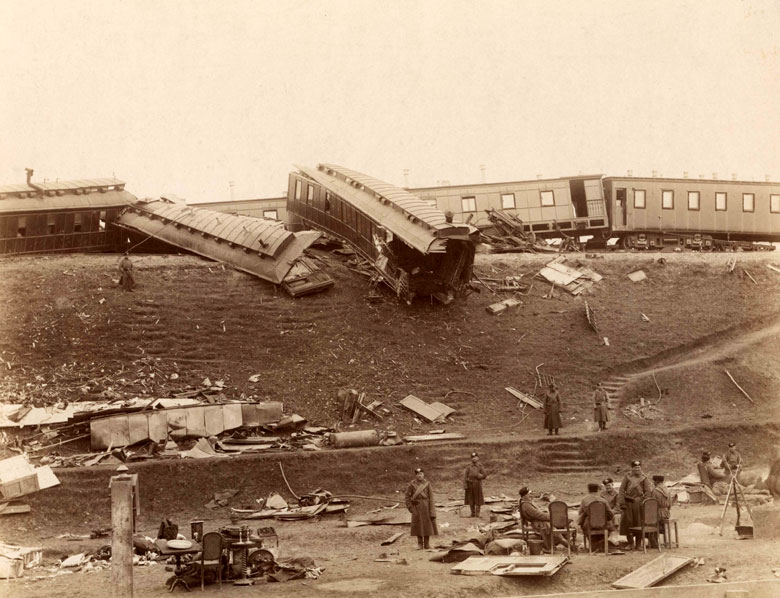
Accident de Borki.

Elle fut connue à cause de l'accident de train de Borki qui impliqua le tzar Alexandre III et sa famille.

## Caractéristiques

### Gares et haltes
- Bakhmout
- gare d'Ilovaïsk
- Iassynouvata
- Gare de Kharkiv
- Gare de Kramatorsk
- Gare de Iassynouvata
- Gare de Iassynouvata-Passager
- Gare de Kharkiv-Balachovsky
- Gare de Lykhatchove .